# Jungle Thangata
Jungle Thangata (ur. 15 marca 1948) – malawijski bokser, olimpijczyk.
Wystąpił na Letnich Igrzyskach Olimpijskich 1972 w wadze piórkowej. W 1/32 finału miał wolny los. W pojedynku 1/16 finału został pokonany przed zakończeniem walki przez Antonio Rubio z Hiszpanii.